# Félicien Favresse
Félicien Favresse, né le 28 février 1898 à Bruxelles et mort le 7 janvier 1960 à Bruxelles, est un professeur d'université belge (ULB) et un historien spécialiste du Moyen Âge.

## Biographie
Félicien Jules Edouard Joseph Favresse est né à Bruxelles, au domicile de ses parents sis rue Philippe de Champagne, n° 46, le 28 février 1898. Sa naissance fut déclarée le 2 mars 1898 par son père Jules Edouard Favresse, négociant, courtier, âgé de 39 ans, né à Gosselies le 20 janvier 1859. Sa mère était Barbe Joséphine Chardon, institutrice, née le 12 juillet 1861 à Bruxelles, que Jules Favresse avait épousée à Anderlecht le 17 novembre 1887.  
Après ses études secondaires à l'Athénée royal de Saint-Gilles, Félicien Favresse effectua des études d'histoire à l'université libre de Bruxelles (ULB). Docteur en histoire en 1923, avec une thèse consacrée à l'histoire de Bruxelles au Moyen Âge (revue et augmentée pour être publiée par l'Académie royale de Belgique en 1932), Félicien Favresse, qui enseignait l'histoire à l'Athénée de Saint-Gilles, fut progressivement chargé de toujours plus de cours d'histoire ou de méthodologie de l'histoire à l'ULB. Il accéda à l'ordinariat en 1945 et quitta alors définitivement l'enseignement secondaire. Ses recherches historiques concernent essentiellement la ville de Bruxelles au Moyen Âge (administration, justice, questions économiques, etc.). Lorsqu'il mourut en 1960, c'est l'historien Jean-Jacques Hoebanx qui fut chargé de prendre sa suite à l'ULB.

## Publications
- L'Avènement du régime démocratique à Bruxelles pendant le Moyen Âge (1306-1423), Bruxelles (Académie royale de Belgique), 1932 [lire en ligne].
- « Le Conseil de Bruxelles », in Revue belge de philologie et d'histoire (RBPH), t. IX (1930), p. 139-448 [lire en ligne]
- « Esquisse de l'évolution constitutionnelle de Bruxelles depuis le XIIe siècle jusqu'en 1477 », in Annales de la Société royale d'archéologie de Bruxelles, t. XXXVIII (1934), p. 46-82.
- « La Keure bruxelloise de 1229 », in Bulletin de la Commission royale d'histoire (BCRH), t. XCVIII (1934), p. 311-334.
- « Le Premier Règlement accordé au métier des tisserands de lin de Bruxelles par l'amman et la "Loi de la Ville" », in BCRH, t. CX (1945), p. 51-73.
- « Actes inédits du magistrat et de la gilde de Bruxelles relatifs à la draperie urbaine, depuis 1343 environ jusqu'à l'apparition de la "nouvelle draperie" vers 1440 », in BCRH, t. CXII (1947), p. 1-101.
- « Comment on choisissait les jurés de métier à Bruxelles pendant le Moyen Âge », in RBPH, t. XXXV (1957), p. 374-392 [lire en ligne]
- « Considérations sur les premiers statuts des métiers bruxellois », in RBPH, t. XXXVII (1959), p. 919-940 [lire en ligne]